# Jean-Baptiste Du Tertre
Jean-Baptiste Du Tertre (nascido Jacques Du Tertre; Calais, 1610 - Paris, 1687) foi um botânico francês.
Em 1633 ingressou no exército holandês, onde trabalhou na sede em Maastricht. Posteriormente, ele ingressou na Ordem dos Pregadores, onde ele adotou seu primeiro nome Jean-Baptiste. Em 1640 ele foi enviado como missionário para as Antilhas, de onde retornou à França em 1658.
Escreveu várias obras sobre as Antilhas, nas quais ele descreveu povos indígenas, animais e plantas. Entre as suas obras estão: Histoire générale des îles Saint-Christophe, de la Guadeloupe, de la Martinique et autres de l'Amérique (Paris, 1654), Histoire naturelle et morale des îles Antilles de l'Amérique avec un vocabulaire caraïbe (1658), La Vie de Sainte Austreberte (1659) e l’Histoire générale des Antilles habitées par les Français (quatro volumes, 1667 – 1671). Particularmente o último trabalho de Du Tertre criou o mito do bom selvagem onde ele colocou "a virtuosidade dos caribenhos pagãos acima da vida imoral dos europeus".